# Yanbei Diqu
Yanbei Diqu är en prefektur i Kina. Den ligger i provinsen Shanxi, i den norra delen av landet, omkring 260 kilometer nordost om provinshuvudstaden Taiyuan.
Genomsnittlig årsnederbörd är 679 millimeter. Den regnigaste månaden är juli, med i genomsnitt 165 mm nederbörd, och den torraste är januari, med 4 mm nederbörd.